# Fotbal Club Politehnica Iași (2010)
Ne doit pas être confondu avec Fotbal Club Politehnica Iași (1945).
Maillots
Le Fotbal Club Politehnica Iaşi est un club de football professionnel roumain, basé à Iași dans la région de Moldavie. Le club est fondé en 2010 et joue actuellement en Liga I.

## Historique
Le club évolue en première division lors de la saison 2012-2013 puis à nouveau lors de la saison 2014-2015.

## Identité visuelle

Ancien logo
Logo utilisé de 2016 à 2018

## Palmarès
- Liga II (deuxième division) :
  - Champion : 2011-2012, 2013-2014, 2022-2023